# Culex kingianus
Culex kingianus är en tvåvingeart som beskrevs av Edwards 1922. Culex kingianus ingår i släktet Culex och familjen stickmyggor. Inga underarter finns listade i Catalogue of Life.